# Boulevard Arrudas
O Boulevard Arrudas é uma via pública na cidade de Belo Horizonte. Compreende o fechamento do canal do Ribeirão Arrudas, onde foram implementadas intervenções urbanísticas para revitalização da área. Funciona como um dos principais acessos ao tráfego de veículos em direção à Linha Verde. Está localizado em área que agrega importantes pontos turísticos e culturais da capital mineira, tais como a Estação Central de Belo Horizonte, a Casa do Conde, a Serraria Souza Pinto e o Parque Municipal.
Em 2011 o desfile das escolas de samba do Carnaval de Belo Horizonte passou a ser realizado no Boulevard Arrudas, entre os viadutos Santa Tereza e Floresta.

## Deterioração
Em 2015, sete anos após a inauguração, uma avaliação do Instituto Brasileiro de Avaliações e Perícias de Engenharia constatou a presença de extensas rachaduras no asfalto, que se apresentam nas faixas centrais nos dois sentidos. Segundo Frederico Correia Lima, conselheiro do Instituto, as características estruturais podem ser afetadas em médio e longo prazos.